# Фёдоровское сельское поселение (Тетюшский район)
Фёдоровское се́льское поселе́ние — муниципальное образование в Тетюшском районе Татарстана Российской Федерации.
Административный центр — село Фёдоровка.

## История
Статус и границы сельского поселения установлены законом Республики Татарстан от 31 января 2005 года № 41-ЗРТ «Об установлении границ территорий и статусе муниципального образования „Тетюшский муниципальный район“ и муниципальных образований в его составе».

## Население
| 2010 | 2011 | 2012 | 2013 | 2014 | 2015 | 2016 |
| ---- | ---- | ---- | ---- | ---- | ---- | ---- |
| 430  | ↘426 | ↘425 | ↘414 | ↗415 | ↘398 | ↘389 |
| 2017 | 2018 |      |      |      |      |      |
| ↘368 | ↘348 |      |      |      |      |      |

## Состав сельского поселения
| № | Населённый пункт  | Тип населённого пункта       | Население |
| - | ----------------- | ---------------------------- | --------- |
| 1 | Алекина Поляна    | село                         |           |
| 2 | Красная Звезда    | деревня                      |           |
| 3 | Красное Нечасово  | деревня                      |           |
| 4 | Удельное Нечасово | село                         |           |
| 5 | Фёдоровка         | село, административный центр |           |